# Sølvgades Skole
Sølvgades Skole er en folkeskole i København, placeret mellem Kongens Have og Nyboder-kvarteret. Hovedbygningen er fra 1847, tegnet af P.C. Hagemann og fredet. I 2011 blev den suppleret af en udbygning mod Kronprinsessegade. Skolen har ca. 475 elever og ca. 40 medarbejdere[kilde mangler].
På et tidspunkt omkring 1860'erne kom H.C. Andersen på visit på skolen, og han læste her op af flere af sine eventyr. Oplæsningerne var arrangeret af Arbejderforeningen af 1860.
Som nytilflyttet i 1972 kom den senere digter Søren Ulrik Thomsen til at gå i Sølvgades Skoles 3. real.
Oplevelser derfra er beskrevet i det lange essay Store Kongensgade 23 fra 2021.
| - Ny bygning fra 2011 - Udbygningen fra 2011 |